# Josef Aschbacher
Josef Aschbacher (Ellmau, 7 de julho de 1962) é um astrônomo e executivo austríaco que trabalha na Agência Espacial Europeia. Foi eleito diretor-presidente em novembro de 2020 e assumiu o cargo em 1º de março de 2021.

## Biografia
Josef nasceu e foi criado na Áustria. Estudou na Universidade de Innsbruck e obteve um mestrado e depois um doutorado em ciências naturais. Iniciou a sua carreira como investigador científico no Instituto Universitário de Meteorologia e Geofísica entre 1985 e 1989. Depois trabalhou na ESA como jovem licenciado e também no Centro Conjunto de Investigação da Comissão Europeia. Retornou à ESA em 2001 para trabalhar como coordenador do programa Copernicus. Em 2006, foi nomeado chefe do escritório espacial Copernicus. De acordo com a Federação Astronáutica Internacional, ele tem uma carreira internacional realizada no espaço, com mais de três décadas de experiência de trabalho combinada na Agência Espacial Europeia, Comissão Europeia, Agência Espacial Austríaca, Instituto Asiático de Tecnologia e Universidade de Innsbruck.
Em 2016, foi nomeado Diretor de Programas de Observação da Terra na ESA, liderando assim a mais importante área de atividade da Agência, com responsabilidade orçamental anual de 1,5 mil milhões de euros e 800 colaboradores e engenheiros distribuídos por quatro locais da ESA. Os programas de observação da Terra têm 13 satélites em preparação, 15 em operação e 30 satélites planejados para os próximos 10 anos com três principais parceiros de financiamento - Estados Membros da ESA, UE e EUMETSAT7.